# Santo Antônio do Aventureiro
Santo Antônio do Aventureiro este un oraș în Minas Gerais (MG), Brazilia.